# السقيفة (بني صالح)
السقيفة هو دُوَّار يقع بجماعة بني صالح، إقليم شفشاون، جهة طنجة تطوان الحسيمة في المملكة المغربية. ينتمي الدوّار لمشيخة بني صالح التي تضم 16 دوار. يقدر عدد سكانه بـ 624 نسمة حسب الإحصاء الرسمي للسكان والسكنى لسنة 2004.

## روابط خارجية
- البوابة الوطنية للجماعات الترابية
- المندوبية السامية للتخطيط